# 九曲格粒螺
九曲格粒螺（学名：Inella mistura），是异腹足目左锥螺科格粒螺属的一种。主要分布于台湾，常栖息在水深30-40米海域。